# Spencer Svejcar
Spencer Svejcar (nacido en Denver, Colorado, USA, el 8 de noviembre de 1994), es un baloncestista estadounidense con nacionalidad checa que pertenece a la plantilla del FC Cartagena Baloncesto de la Primera FEB. Con 1,93 metros de estatura, puede alternar las posiciones de escolta y alero. Es internacional con la Selección de baloncesto de la República Checa.

## Trayectoria deportiva
Nacido en Denver se formó en el Ralston Valley High School de Arvada, Colorado hasta 2013, cuando ingresó en el Laramie County Community College, ubicado en Cheyenne, condado de Laramie, Wyoming, donde permanecería durante dos temporadas, desde 2013 a 2015.
En 2015, ingresó en la Universidad de Alaska, en Anchorage, Alaska, en la que jugó durante 2 temporadas la NCAA con los Alaska Anchorage Seawolves. 
Tras no ser drafteado en 2017, en la temporada 2017-18 se unió a las filas del SLUNETA Ústí nad Labem de la Kooperativa NBL, donde jugaría durante seis temporadas.
En la temporada 2023-24, fichó por el Basketball Nymburk con que disputó la Kooperativa NBL y Eurocup.
En la temporada 2024-25, firmó por el BK JIP Pardubice de la Kooperativa NBL.
El 14 de agosto de 2025, firma por el FC Cartagena Baloncesto de Primera FEB.

### Selección nacional
Participó en el torneo preclasificatorio olímpico de 2023 promediando 3,7 puntos por partido, 2,3 rebotes y 1 asistencia por partido con la Selección de baloncesto de la República Checa.